# Филис Кристин Каст
Филис Кристин Каст (на английски: Phyllis Christine Cast) е американска писателка на бестселъри в жанра фентъзи, хорър и паранормален романс. Пише под псевдонима П. С. Каст (P. C. Cast).

## Биография и творчество
Филис Каст е родена на 30 април 1960 г. в Уатсека, Илинойс, САЩ. Израства на различни места в Илинойс и Оклахома. От малка се влюбва в конете и гръцката митология, а от десетгодишна, след като се запознава с „Властелинът на пръстените“ и Ан Макафри, става фен на фантастиката. Пише фентъзи истории още в началните класове, а по-късно и мечтае да стане писател.
След завършване на гимназията веднага влиза във Военновъздушните сили на САЩ, където става служител по връзки с обществеността. След като напуска USAF става учител по английска литература в гимназия в Тълса, Оклахома, в продължение на 15 години.
През 2001 г. излиза нейният пръв паранормален романс „Goddess by Mistake“ (Богиня по погрешка) от серията „Божествената“. Главната героиня Шанън Паркър е млада жена, гимназиален учител по английски език в Оклахома, която се опитва да намери щастието, след поредица от грешки, в смешни и опасни ситуации, с получаване или даване на прошка за делата си, в един паралелен свят наречен „Партолон“. Счита се, че сюжетът на книгата почива на собствената биография на авторката. Романът става бестселър и е забелязан от водещите медии. Получава редица награди като „Prism“ и „Holt Medallion“.
Успехът на първата ѝ книга и идеите заложени в него се развиват в следващите ѝ две серии „Божествено призоваване“ и „Партолон“.
През 2007 г., по концепция на нейния литературен агент и в съавторство с дъщеря си – Кристин Каст, издава първият фентъзи хорър роман „Белязана“ от най-популярната ѝ поредица „Училище за вампири“. Действието се развива в паралелната вселена на Тълса, Оклахома, на фона на сградите и околностите му, където живеят заедно хора и вампири. Главната героиня Зоуи Редбърд е „белязана“ да постъпи в мистичното училище-пансион за вампири „Домът на нощта“. В него тя ще открие нов начин на живот, нова дарба и специални сили, нови приятели, и много на брой опасности, предизвикателства и тайнствени обрати.
Романите от серията стават бестселъри, а петата книга „Преследвана“ става №1 в списъците на бестселърите. Те са предпочетени и за екранизация.
Филис Каст участва в съвместната поредица „Пътешественици във времето“ и в съавторската поредица „Мистерия“, която също е много популярна.
Писателката е носителка на много награди и е включена в Залата на славата на писателите от Оклахома.
Филис Каст е била омъжена и разведена три пъти. Тя живее Тълса, Оклахома, в наети жилища, които често сменя. Обича да пътешествува.

## Произведения

### Самостоятелни романи
- Haunted (2012)

### Серия „Божествената“ (Divine)
1. Goddess by Mistake (2001) – издадена и като „Divine By Mistake“
2. Divine by Choice (2006)
3. Divine By Blood (2007)
4. Divine Beginnings (2009)

### Серия „Божествено призоваване“ (Goddess Summoning)
1. Goddess of the Sea (2003)
2. Goddess of Spring (2004)
3. Goddess of Light (2005)
Богинята на светлината, изд. „Пробуук“ (2011), прев. Надежда Русева
4. Goddess of the Rose (2006)
5. Goddess of Love (2007)
6. Warrior Rising (2008) – издадена и като „Goddess of Troy“
7. Goddess of Legend (2010)

### Серия „Партолон“ (Partholon)
1. Elphame's Choice (2004)
2. Brighid's Quest (2005)

### Серия „Училище за вампири“ (House of Night) – сКристин Каст
1. Marked (2007)
Белязана, изд.: „Софтпрес“, София (2010), прев. Емилия Андонова, Маргарита Терзиева
2. Betrayed (2007)
Измамена, изд.: „Софтпрес“, София (2010), прев. Емилия Андонова
3. Chosen (2008)
Избрана, изд.: „Софтпрес“, София (2010), прев. Юлия Чернева
4. Untamed (2008)
Непокорна, изд.: „Софтпрес“, София (2010), прев. Емилия Андонова
5. Hunted (2009)
Преследвана, изд.: „Софтпрес“, София (2010), прев. Маргарита Терзиева
6. Tempted (2009)
Изкушена, изд.: „Софтпрес“, София (2010), прев. Юлия Чернева
7. Burned (2010)
Изпепелена, изд.: „Софтпрес“, София (2011), прев. Емилия Андонова
8. Awakened (2011)
Пробудена, изд.: „Софтпрес“, София (2011), прев. Емилия Андонова
9. Destined (2011)
Предопределен – фен превод[1]
10. Hidden (2012)
Скрит – Фен превод[2]
11. Revealed (2013)
Разкрита – Фен превод[3]
12. Redeemed (2014)
Изкупена – Фен превод[4]

#### Наръчници към серията
- The Fledgling Handbook (2010) – с Ким Донър
- The Fledgling Handbook 101 (2010) – с Ким Донър

#### Новели към серията – с Кристин Каст
- Dragon's Oath (2011)
Клетвата на Дракон – фен превод[5]
- Lenobia's Vow (2012)
Обетът на Ленобия – фен превод[6] – фен превод
- Neferet's Curse (2012)
Проклятието на Неферет – Фен превод[7]
- Kalona's Fall (2014)
Падението на Калона – Фен превод[8]

#### Комикси към серията
- House of Night: Legacy (2012) – с Кристин Каст и Джоел Джонс

### Участие в общи серии с други писатели

#### Серия „Пътешественици във времето“ (Time Raiders)
3. The Avenger (2009)
от серията има още 5 романа от различни автори

### Серия „Мистерия“ (Mysteria)
съавторска серия с Мериджанис Дейвидсън, Сюзан Грант и Гена Шоуолтър
1. Mysteria (2006)
2. Mysteria Lane (2008)
3. Mysteria Nights (2011)

### Сборници
- Darkness Divine (2010)

### Новели
- Haunted (2012)

### Документалистика
- Nyx in the House of Night (2011)
- Wisdom of the House of Night Oracle Cards: A 50-Card Deck and Guidebook (2012) – в съавторство с Колет Барон-Рийд